# Altes Rathaus (Merzhausen)

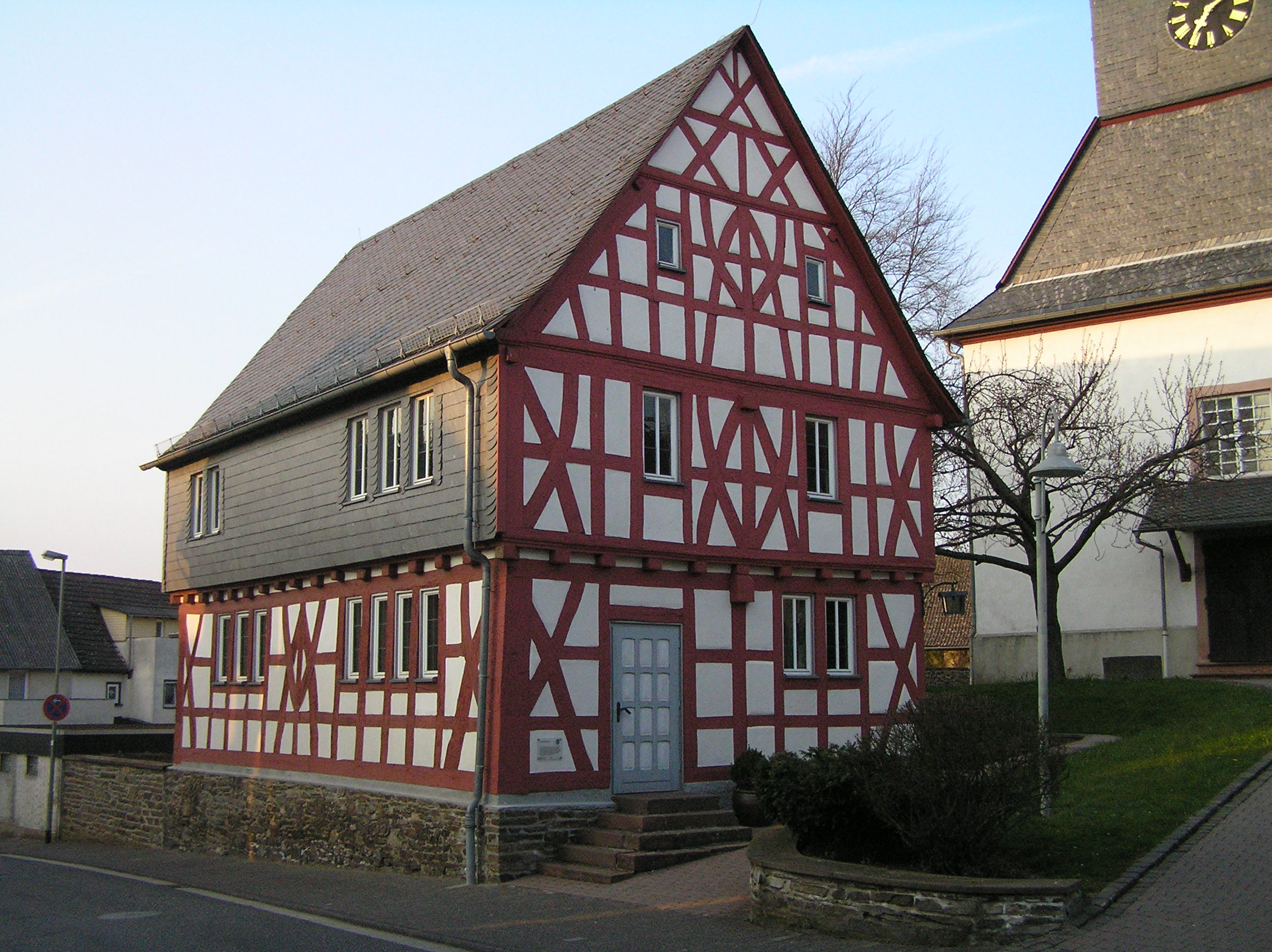
Altes Rathaus Merzhausen

Das Alte Rathaus in Merzhausen, einem Ortsteil von Usingen, steht unter Denkmalschutz.

## Nutzung
Um 1530 wurde das repräsentative Fachwerkhaus als Verwaltungsgebäude mit Versammlungsräumen auf beiden Stockwerken erbaut. Es war Verwaltungssitz des Stockheimer Niedergerichtes. Auch die Märkerdinge der Stockheimer Mark wurden hier abgehalten. Bauherren waren die Herren von Reifenberg, die seit 1456 am Stockheimer Niedergericht beteiligt waren und mt diesem Gebäude auch baulich ihren Anspruch auf das Niedergericht anmelden wollten. Als das Stockheimer Gericht 1669 vollständig nassauisch wurde, befand sich noch ein Reifenberger Wappen am Gebäude.
1669 bis 1961 wurde das Haus als Rathaus der Gemeinde Merzhausen genutzt. 1766/67, während des Neubaus der Evangelischen Kirche diente es vorübergehend auch der Kirchengemeinde als Gotteshaus.
1963 erwarb die evangelische Kirchengemeinde das Haus und nutzt es seit 1964 als Gemeindehaus.

## Baubeschreibung
Das Alter des Hauses wurde 1968 dendrochronologisch auf 1529 ±6 Jahre geschätzt. Der Ausgleichssockel besteht aus Bruchsteinen, die beiden Obergeschosse sind in Fachwerkbauweise ausgeführt. Als Schmuckelemente im Fachwerk finden insbesondere Andreaskreuze Verwendung. Das Erdgeschoss des Hauses ist als Halle ausgelegt. Zwei Holzstützen in der Mittelachse schaffen die notwendige Stabilität.
Im Rahmen der Nutzungsänderung 1964 erfolgten Umbauten und ein rückseitiger Anbau durch Architekt Guckes aus Usingen. Der Eingang wurde an die Südseite verlegt und es wurden zusätzliche Fenster eingebaut.

## Denkmalschutz
Aufgrund der historischen Bedeutung steht das Haus als Einzeldenkmal unter Denkmalschutz. Es ist auch als Teil der Gesamtanlage Alt-Merzhausen geschützt. Zu dieser gehört auch die Evangelische Kirche und die umliegenden Gebäude zwischen Weilstraße, Langgasse, der Muffgasse und der Rauschpennstraße.